# Aeroportul Garrett County
Aeroportul Garrett County (IATA: ODM, FAA LID: 2G4) este un aeroport din Comitatul Garrett, Maryland, Maryland, Statele Unite ale Americii.
Situat la o altitudine de 894 m, aeroportul dispune de 1 pistă.

## Infrastructură

### Piste
Aeroportul dispune de o singură pistă. Pista 9/27 are suprafața de asfalt și dimensiunile 5.000 picioare × 75 picioare. 